# Angst (bande originale)
Pour les articles homonymes, voir Angst.
Albums de Klaus Schulze
Dziekuje Poland Live '83
(1983) Inter*Face
(1985)
Angst est le dix-septième album de Klaus Schulze, édité en 1984 puis ré-édité en 2005.
C'est la bande son du film Schizophrenia (titre original : Angst) du réalisateur autrichien Gerald Kargl. Le morceau Freeze est repris dans le film Le Sixième Sens de Michael Mann, sorti en 1986. Contrairement à beaucoup de films la musique était enregistrée avant le montage du film, le réalisateur voulant ajuster le film à la musique de Klaus Schulze.

## Titres
Tous les titres ont été composés par Klaus Schulze.
| No | Titre           | Note                 | Durée |
| -- | --------------- | -------------------- | ----- |
| 1. | Freeze          |                      | 6:36  |
| 2. | Pain            |                      | 9:36  |
| 3. | Memory          |                      | 4:50  |
| 4. | Surrender       |                      | 8:41  |
| 5. | Beyond          |                      | 10:16 |
| 6. | Silent Survivor | bonus sur ré-édition | 31:40 |

## Artistes
- Klaus Schulze – Synthétiseurs.